# Pavonia crassipedicellata
Pavonia crassipedicellata är en malvaväxtart som beskrevs av A. Krapovickas. Pavonia crassipedicellata ingår i släktet påfågelsmalvor, och familjen malvaväxter. Inga underarter finns listade i Catalogue of Life.